# 가조도
가조도(加助島)는 경상남도 거제시의 섬으로 거제도의 서북쪽에 있고, 면적은 5.86 km2, 해안선의 길이는 17.5 km, 최고점은 332 m이며, 인구는 2015년 12월 말 주민등록 기준으로 1,280 명이다. 과거에는 가좌도(加佐島)라고도 하였다.
가조도는 행정 구역상 거제시 사등면 창호리로 행정기관으로는 1987년에 설치된 사등면사무소 가조출장소가 있고, 2009년 7월 13일 가조연륙교로 본 섬인 거제도에 연결되었다.
거제도 성포에서 북쪽으로 약 1 km에 위치하며, 주변에 서쪽으로 어의도, 수도가 있다. 주민들은 주로 밭농사를 짓거나 수산업에 종사한다.

## 역사
가조도 《옥녀봉》(332m)의 분화구의 흔적과 가조도의 경작지에서 발견된 타제석기들은 이 섬이 신석기 이전 구석기까지의 가능성을 보여주는 유물이다.
삼한시대 변한 12개 토후국 중 독로국은 《사등》에 왕도를 정해 대리 뒷산에 천신제를 지내는 소도를 정하고 군장을 다스렸다고 한다. 가락건국으로 육가야와 포상팔국을 두었는데 거제는 독로국이었다. 이후 신라 문무왕 때는 《상군》이라 했고, 신문왕 때는 《상주군》이라 개칭하고 금녕도호부 관하 해상방어진 축성계획에 따라 《사등성》을 축성하고 동쪽 초석에 《상주》(尙州)라 조각했다. 이는 1974년 2월 16일 지방기념물 제9호로 지정돼 있다.
영조 때 방리 개편으로 《사등방》이었으며, 고종 26년(1889) 《사등》과 성촌리로 분리됐다가  다시 합치고 1915년 6월 1일 사등리로 법정됐으며, 1942년 5월 1일 부락구제로 성내, 언양, 대리, 금포의 4구로 돼 1961년 10월 1일 행정리가 됐다.
- 1908년 7월 설립된 ‘거제한산가조어기조합’과 ‘거제한산모곽전조합’이 태동되었다. 거제한산가조어기조합은 사등면 가조도에서 설립되었다. 이는 수산업협동조합의 효시였다.[4]
- 2009년 7월 13일, 성포리에서 가조도 선두를 잇는 가조 연륙교가 개통되었다.
- 2010년 3월 11일, 1922년 거제시 사등면 가조도에서 출생하여, 17살 되던 1939년 그물공장에 취직시켜 준다는 말에 속아 중국 서주 위안소로 끌려갔던 위안부 피해자 이두순 할머니가 88세의 일기로 타계했다.[5]

## 행정구역
- 사등면 창호리
  - 진두마을
  - 창외마을
  - 신전마을
  - 군령포마을
  - 창촌마을
  - 계도마을
  - 실전마을
  - 유교마을
  - 신교마을

## 어항
- 어촌정주어항 - 
  - 계도항
  - 군령포항
  - 신전항
  - 실전항
  - 진두항
  - 창외항
  - 창촌항

## 교통
2009년 7월 13일, 성포리에서 가조도 선두를 잇는 가조 연륙교가 개통되어서, 거제도와 바로 연결되었다. 따라서 이전에 사용하던 가조 훼리호는 법동리 - 산달도 노선에 투입되었고 시내버스가 운행을 시작했다.
2009년 7월 18일부터 가조도행 시내버스는 고현터미널에서 출발하여 사등면 성포를 거쳐 가조도 전역을 운행하며, 2대가 하루 7차례씩 운행한다.

### 가조도 연륙교

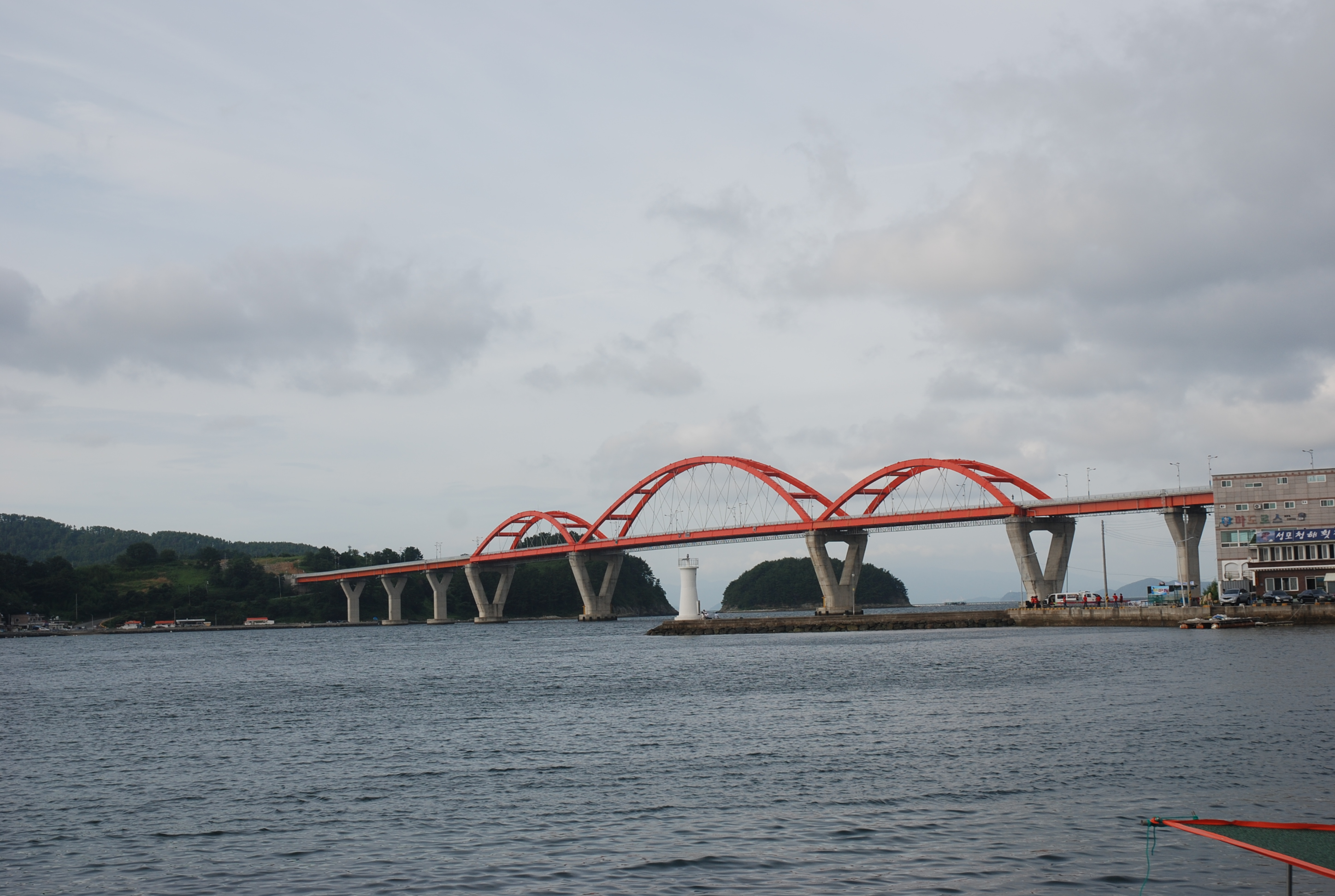
성포항에서 본 가조 연륙교

2009년 7월 13일, 성포리에서 가조도 선두를 잇는 가조 연륙교가 개통되었다. 아름다운 외관으로 야경이 아름다우며, 미남크루즈 등의 페리 편이 이곳을 관광 운항한다.

## 학교
- 창호초등학교

## 갤러리

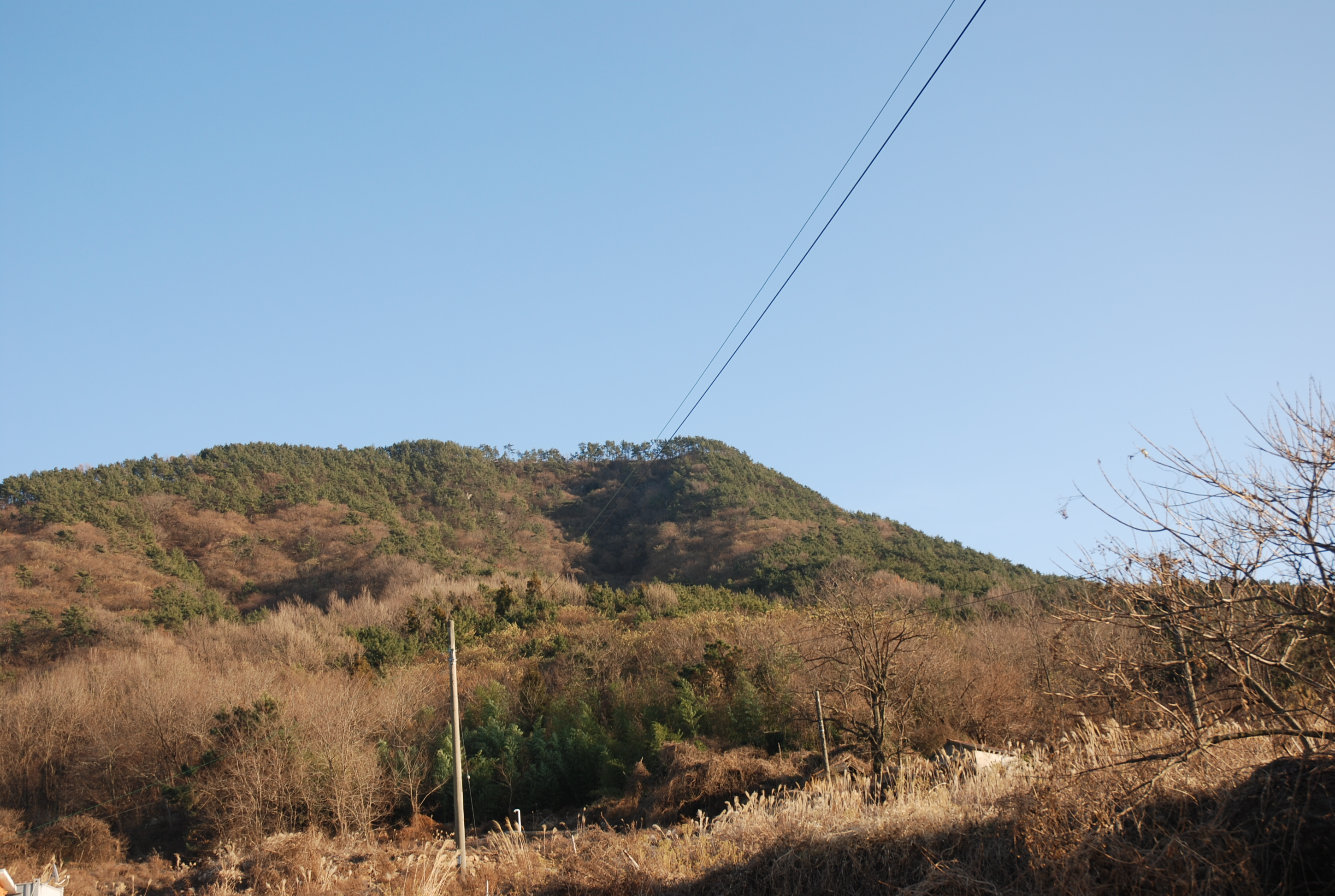
가조도 옥녀봉
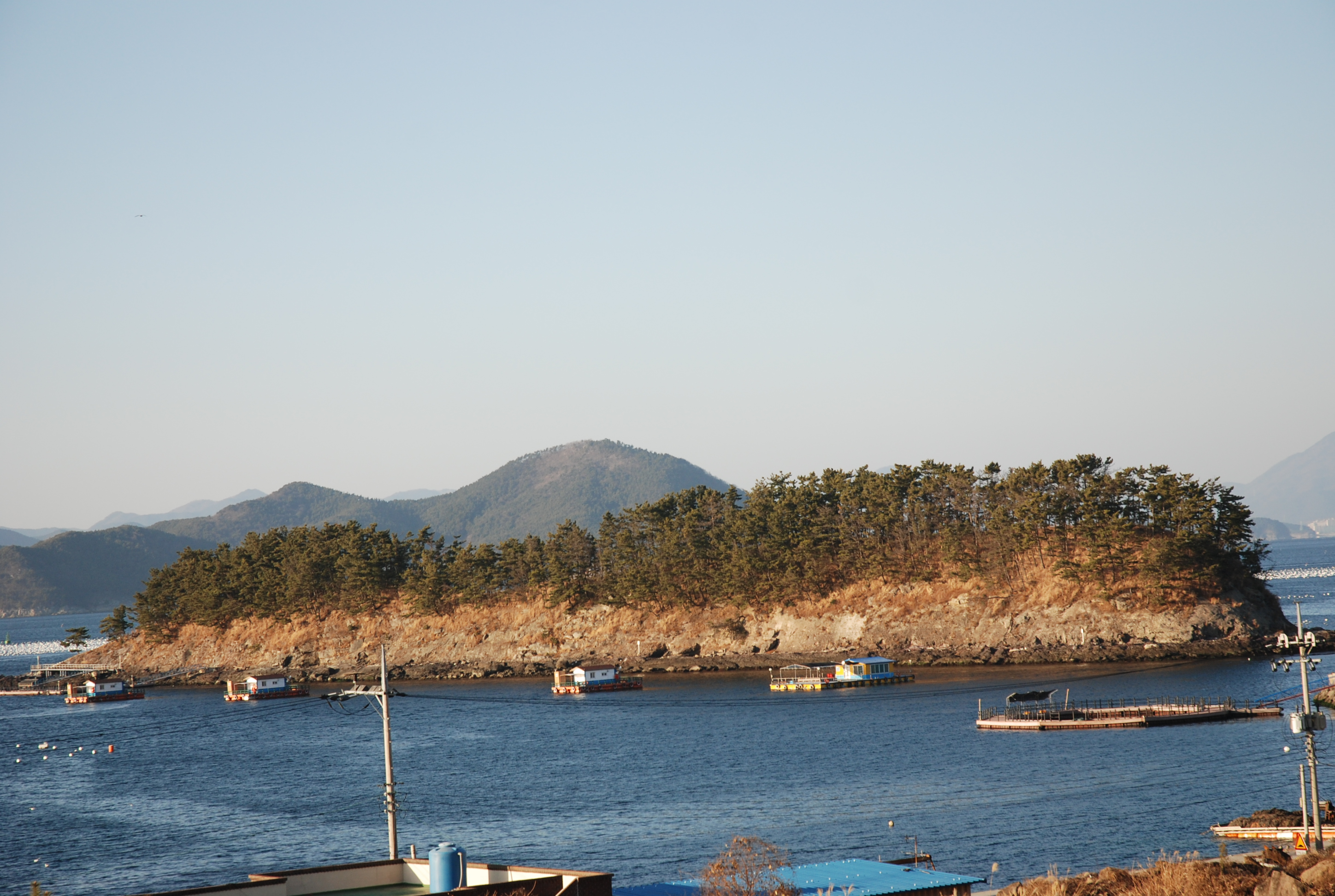
가조도 어촌 체험 마을
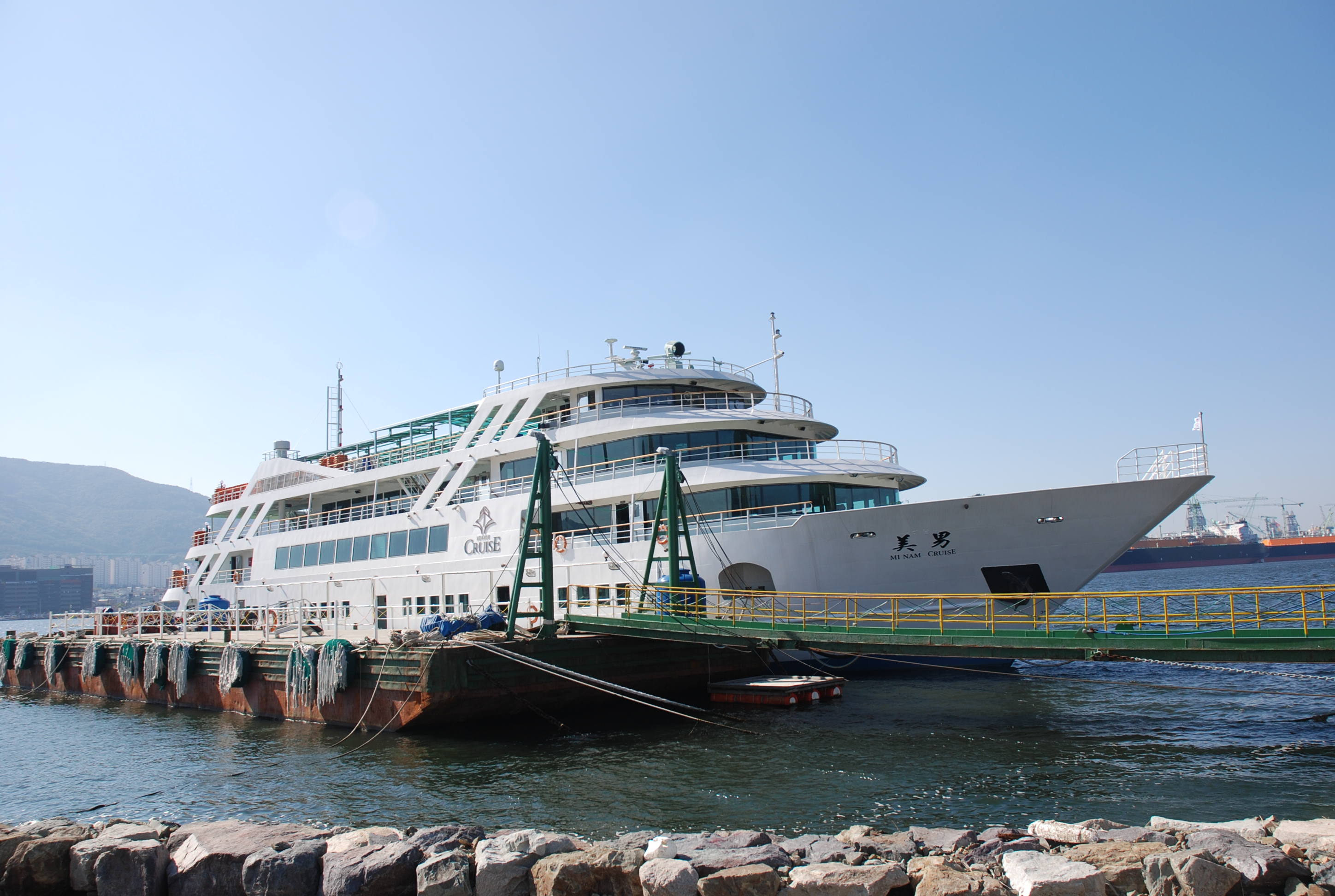
거제 미남크루즈, 가조도 연륙교 아래로 운항